# Emanuel Leberecht von Zehmen
Emanuel Leberecht von Zehmen, auch Emanuel Lebrecht von Zehmen (* 9. Juni 1697; † 30. Juli 1739 in Wernigerode), war ein gräflich-stolbergischer Hofmeister in Wernigerode. Die erhalten gebliebenen barocken Grabsteine von ihm und seiner 1741 verstorbenen Ehefrau sind die ältesten Grabmale auf dem Theobaldifriedhof in Wernigerode.

## Leben
Er stammte aus dem Adelsgeschlecht von Zehmen und war der Sohn von Wolf Dietrich von Zehmen auf Thürau und Mölz im Fürstentum Anhalt. Seine Mutter war Margaretha Sybilla von Schammern.
Im Alter von zehn Jahren wurde er Page der verwitweten Fürstin von Anhalt-Köthen. Wenig später wechselte er als Page in den Dienst des damaligen Erbgrafen Fürst Leopold, mit dem er 1710 nach Holland reiste. Die Rückreise erfolgte durch England und Italien und dauerte bis 1713. 1718 nahm Emanuel Leberecht als Freiwilliger am Türkenkrieg in Ungarn teil. Nach seiner Rückkehr wurde er Kammerjunker und später Stallmeister in Köthen. Als Fürst Leopold 1728 die Regierung übernahm, wurde er zum Forstmeister ernannt.
Nach einem Erweckungserlebnis wurde er Pietist. Seine Bekanntschaft mit Christian Ernst zu Stolberg-Wernigerode führten 1735 zur Berufung auf die Stelle des gräflichen Hofmeisters auf Schloss Wernigerode. Vier Jahre später starb er dort im Alter von 42 Jahren. Samuel Lau hielt die Gedächtnispredigt, die auch in Druck erschien.

## Familie
Verheiratet war er seit 1733 mit Gisela Henrietta geborene von Wuthenau. Ihre gemeinsamen Kinder waren Christiane Henriette von Zehmen und Louise Ferdinandine von Zehmen.